# LRIT (barcos)
La identificación y seguimiento de barcos de largo alcance o LRIT (Long -range identification and tracking System en inglés ) es un sistema internacional de seguimiento e identificación adoptado por la Organización Marítima Internacional (IMO) para realizar el seguimiento de barcos en todo el mundo.. Fue introducido el 19 de mayo de 2006 por la resolución MSC.202 (81) y entró en vigor el 1 de enero de 2008. Esta resolución es una enmienda al capítulo V del Convenio internacional para la seguridad de la vida humana en el mar, regla 19.1 y es vinculante para todos los gobiernos miembros de la OMI.

## Descripción
La regulación LRIT se aplica a los siguientes barcos que realizan viajes internacionales:
- Todos los barcos de pasajeros, incluidos los de alta velocidad.
- Barcos de carga, incluidos los buques de alta velocidad, de 300 tonos sucios o más.
- Unidades móviles de perforación (offshore).[3]

Estos tipos de barcos deben informar de su posición a su estado de bandera al menos cuatro veces al día. La mayoría de barcos programan sus sistemas de comunicaciones por satélite existentes para enviar estos informes automáticamente. Otras autoridades contratadas (gobiernos miembros de la OMI) pueden y pueden solicitar información de acuerdo con la normativa sobre buques en los que tienen un interés legítimo.
El sistema LRIT consta de: los sistemas de comunicaciones por satélite a bordo, los proveedores de servicios de comunicaciones (CSP), los proveedores de servicios de aplicaciones (ASP), los centros de datos LRIT, el plan de distribución de datos LRIT y el intercambio de datos LRIT internacional. Determinados aspectos del funcionamiento y rendimiento del sistema LRIT son supervisados y evaluados por el coordinador LRIT en nombre de la OMI y las autoridades pertinentes.

## Implementación europea
Según la resolución del Consejo de la Unión Europea de 2 de octubre de 2007, todos los Estados miembros de la UE han decidido establecer un centro de datos europeo para LRIT (EU LRIT DC). De acuerdo con esta resolución, la Comisión Europea es responsable de la gestión de la EU LRIT DC, en cooperación con los Estados miembros, por parte de la Agencia Europea de Seguridad Marítima (EMSA). La EMSA se encarga del desarrollo técnico, operación y mantenimiento de la UE LRIT DC. También subrayan que el objetivo del LRIT DC de la UE debería incluir la seguridad marítima, la investigación y el rescate (SAR), la seguridad marítima y la protección del medio marítimo, teniendo en cuenta los avances dentro del contexto del OMI.

## Implementación en Norteamérica

### Canadá
En enero de 2009, Canadá se convirtió en uno de los primeros gobiernos en implementar un centro de datos nacional para cumplir con el requisito LRIT.

### Estados Unidos
Al igual que Canadá, Estados Unidos fue uno de los primeros gobiernos en implementar un centro de datos nacional para cumplir con el requisito LRIT en enero de 2009. Actualmente, el proveedor de servicios de aplicaciones autorizado de EE. UU. (ASP) es Pole Star Space Applications.
LRIT fue presentado por la Guardia Costera de Estados Unidos (USCG) al IMO en Londres después de los ataques terroristas del 11 de septiembre de 2001 para realizar un seguimiento de los aproximadamente 50.000 grandes barcos en todo el mundo.
En Estados Unidos, la integración y correlación de los datos LRIT con los de sensores y otras fuentes permite que el USCG detecte anomalías y aumente la conciencia general del dominio marítimo (MDA). La implementación de este reglamento en Estados Unidos es coherente con los objetivos estratégicos de la USCG de seguridad y seguridad marítima, concienciación, prevención, protección y respuesta.
Cada soberanía tiene derecho a pedir esta información para los barcos con destino a sus puertos. La regulación LRIT y el sistema informático permiten a la USCG recibir información sobre todos los barcos dentro de las 1000 millas náuticas (1900 km) del territorio norteamericano, teniendo en cuenta que el estado de bandera de estos barcos no ha impedido que EEUU reciba esta información.

## Sistema de Identificación Automática

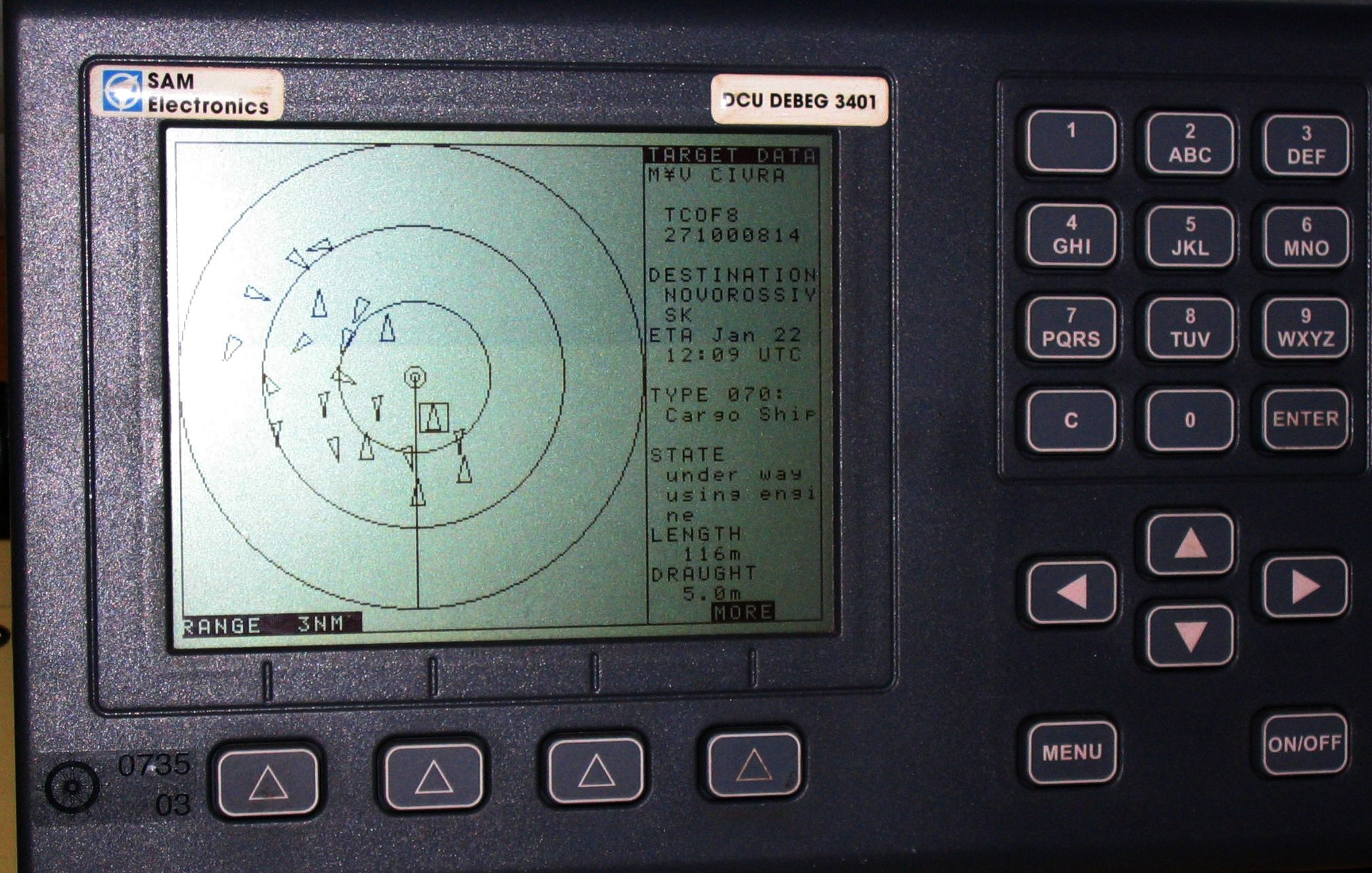
Equipo electrónico AIS mostrando la distancia y rumbo de los barcos cercanos.

El Sistema de Identificación Automática o AIS ( Automatic Identification System en inglés ) es un estándar automático de transmisión de datos, mediante radio VHF, utilizado para mejorar la seguridad y eficacia del transporte marítimo.
Todas las embarcaciones con un desplazamiento superior a 500 toneladas tienen la obligación de estar equipados con emisores de esta tecnología desde el año 2004, siguiendo la modificación establecida dentro del convenio SOLAS.

### Funcionamiento
El sistema AIS puede ser un sistema electrónico independiente o formar parte de otro aparato electrónico. Es necesario que vaya conectado a un receptor de GPS ya un girocompás para poder enviar el rumbo y coordenadas de la embarcación ( latitud y longitud ). El estándar que se utiliza habitualmente para conectar los distintos instrumentos electrónicos marítimos es el NMEA 0183.
Las señales digitales con los datos de embarcaciones, puertos y ayudas a la navegación se envían automáticamente a través de los canales 87B y 88B (AIS1 161,975 MHz y AIS2 162,025 MHz respectivamente) de las frecuencias de radio VHF marina.

### Datos AIS
Los sistemas AIS clase A (emisores-receptores) envían la siguiente información cada 2-10 segundos :
- El Número de Identificación del Servicio Móvil Marítimo (MMSI en inglés), de 9 cifras que identifica la embarcación.
- El estado de navegación, por ejemplo "en ruta".
- Velocidad de superficie, de 0 a 102 nudos, con una precisión de 0,1 nudos
- El ratio de giro, de 0 a 720 grados por minuto
- Las coordenadas UTM
- Rumbo
- Hora

Además cada 6 minutos se envía esta información adicional:
- Número MMSI
- Indicativo para comunicaciones de radio
- Nombre de la embarcación
- Tipo de barco o carga
- Dimensiones de la embarcación
- Calado de 0,1 a 25,5 metros
- Destino
- Tiempo estimado de llegada a destino (a discreción del capitán)